# 凯特琳·英奇
凯特琳·英奇（英語：Katelyn Inch，1995年8月19日—），新西兰女子草地滚球运动员。她曾代表新西兰参加2018年和2022年英联邦运动会草地滚球比赛，其中在2022年英联邦运动会获得一枚铜牌。